# Yūichi Nishimura
Yūichi Nishimura (西村 雄一?, Nishimura Yūichi; Tokyo, 14 aprile 1972) è un arbitro di calcio giapponese.

## Carriera
Internazionale dal 2004, è succeduto nella leadership arbitrale nipponica a Tōru Kamikawa, dopo che quest'ultimo si era ritirato dall'attività nel 2006.
A seguito dell'inserimento della sua candidatura in vista dei Mondiali di calcio 2010, la FIFA lo impiega in numerosi banchi di prova: dopo la partecipazione alla Coppa d'Asia nel 2007, nello stesso anno, sempre accompagnato dai fidi assistenti Toru Sagara e Jeong Hae-Sang (sudcoreano), viene selezionato per i Mondiali Under-17 in Corea del Sud, dove gli tocca la finale Spagna-Nigeria.
Nel 2008 viene invitato a dirigere anche alla Coppa d'Africa in Ghana, unico arbitro non africano ammesso. Nell'unica partita arbitrata, i quarti di finale tra Egitto e Angola, la sua performance viene criticata per non aver espulso alcuni calciatori angolani rei di averlo spintonato, mancando così di applicare il regolamento.
Nel settembre 2009 giunge la convocazione per arbitrare al Mondiale Under 20 in Egitto, dove viene designato in quattro partite.
Nel febbraio 2010 arriva la convocazione ufficiale per i mondiali in Sudafrica: qui dirige quattro partite, ovvero Francia-Uruguay, Spagna-Honduras, Paraguay-Nuova Zelanda ed il quarto di finale Brasile-Olanda. Ricopre anche l'incarico di quarto uomo nella finalissima dell'11 luglio 2010, tra Paesi Bassi e Spagna.
Successivamente ai Mondiali in Sudafrica è stato prima designato nell'autunno 2010 per la finale di AFC Champions League, e poi nel mese di dicembre, è selezionato per la coppa del mondo per club FIFA. In questo torneo dirige due partite: dapprima un quarto di finale e successivamente la finalissima, disputatasi tra i congolesi del Tout Puissant Mazembe e gli italiani dell'Inter. La decisioni prese in questa gara sono causa di indignazione tra i tifosi congolesi, i quali per vendetta vandalizzano un ristorante cinese del loro Paese, scambiato per errore per uno giapponese.
Nel gennaio 2011 è tra gli arbitri selezionati dall'AFC per la Coppa delle nazioni asiatiche in Qatar. Nell'occasione l'arbitro giapponese dirige tre partite della fase a gironi.
Nel dicembre 2011 è selezionato dalla FIFA come riserva per la Coppa del mondo per club FIFA 2011, in programma in Giappone.
Nell'aprile del 2012 la FIFA lo inserisce in una prima lista di preselezionati per i Mondiali del 2014, convocandolo per il Torneo maschile di calcio delle Olimpiadi di Londra 2012, dove dirige due partite della fase a gironi: Brasile-Bielorussia 3-1 a Manchester e Gran Bretagna-Uruguay 1-0 a Cardiff.
Nel novembre 2012 viene premiato dall'AFC come miglior arbitro dell'anno 2012. In precedenza era stato premiato per due anni consecutivi (2009 e 2010) come miglior arbitro della J-League.

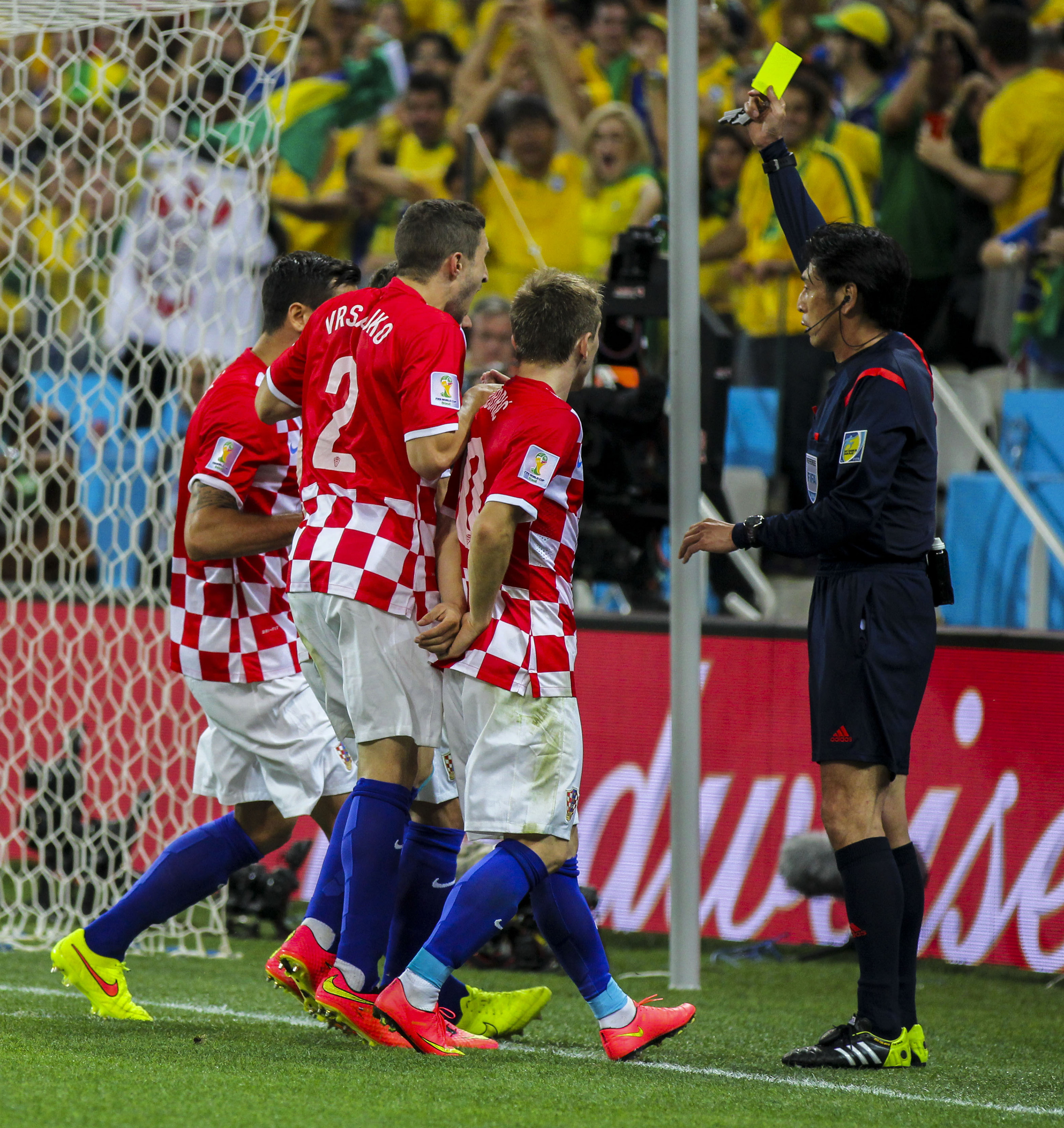
Nishimura (a destra) durante il match d'apertura di Brasile 2014

Nel giugno del 2013 è selezionato dalla FIFA per prendere parte alla Confederations Cup in Brasile, unico arbitro di un Paese partecipante alla competizione. Nell'occasione viene designato per una partita della fase a gironi. Il 15 gennaio 2014 viene selezionato ufficialmente per i Mondiali 2014 in Brasile. Si è trattato della seconda partecipazione consecutiva per il fischietto giapponese.
In questa sua seconda partecipazione gli viene assegnata la partita inaugurale tra Brasile e Croazia. Nishimura diventa il primo arbitro a usufruire durante le fasi finali di un mondiale dello spray speciale utilizzato per far rispettare la distanza della barriera durante i calci da fermo, e il primo a usufruire della goal-line technology. La partita finisce 3-1 in favore dei brasiliani e proprio in quest'ultima sono numerose le polemiche causate dalla sua direzione arbitrale. Dopo quella gara, non viene più designato, apparendo solo in veste di quarto ufficiale dapprima in una gara della fase a gironi, e poi nella finale per il terzo posto.